# تعليم الأعمال
تعليم الأعمال هو فرع من فروع التعليم الذي يتضمن تدريس مهارات وعمليات صناعة الأعمال. يحدث هذا المجال من التعليم على مستويات متعددة، بما في ذلك التعليم الثانوي والعالي.